# Ritz-Carlton Millenia Singapura
O Ritz-Carlton Millenia Singapura é um hotel de luxo de 32 pisos localizado na Millenia Singapore, no Centro da Marina, em Singapura. O hotel pertence ao grupo de hotéis Ritz-Carlton, e já ganhou vários prémios. O hotel foi aberto em 1996.

## Instalações
O Ritz-Carlton Millenia Singapura foi desenhado pelo mundialmente famoso arquitecto Kevin Roch, que ganhou o Pritzker Price, com a DP Arquitectos. O Ritz-Carlton tem uma colecção de 4 200 peças de arte moderna que inclui trabalhos de Frank Stella, Andy Warhol e Dale Chihuly.
A localização e construção do hotel foi feita com a intenção de oferecer boas vistas a partir de todos os quartos. O hotel tem 608 quartos e suites para clientes. Todos os quartos e casas de banho para os clientes oferecem visões da Marina Bay ou da Kallang Bay e toda a linha do horizonte da cidade. Cada um dos quartos está também equipado com acesso a Internet de Alta Velocidade, mobiliários e guarda-roupas. As suas casas de banho têm chão em mármore, janelas em forma de octágono de 4 metros quadrados cada, e equipados com amenidades de banhos Europeus.
No topo do hotel está o Ritz-Carlton Club, que concentra salas de 128 clubes qye incluem 19 suites individuais, 3 suites duplas e uma suite Ritz-Carlton. Os clientes no Ritz-Carlton Club usufruem de um serviço especialmente dedicado, um clube privado, e quartos luxuosos equipados com amenidades de banho Búlgaro, televisão de ecrã plano, leitores de DVD e serviços pessoais.
O Pavilhão do Verão, que está fixado no jardim Suzhou, é o restaurante para os clientes. Este serve refeições tradicionais Cantonesas num conjunto moderno. A Casa Verde do hotel é um restaurante aberto todo o dia, confeccionando cozinhas internacionais. Com capacidade máxima para 240 clientes, a Casa Verde é conhecida pelo seu primeiro Domingo de Champanhe. o Chihuly Lounge oferece chá da tarde, enquanto que cocktails e champanhe podem ser usufruidos ao longo do dia.
As instalações para Conferências incluem um Grande Salão de 1 094 metros quadrados que está equipado com moderno equipamento de luz e audio-visual, o Chihuly Room e 12 salas para reuniões e funções.
O hotel também está equipado com um jardim de temas tropicais, um spa e 2 piscinas.

## Eventos
O hotel é conhecido por acolher ricos e elites, que incluem turistas e delegações. Durante a 117ª Sessão do COI, a delegação de Nova Iorque ficou no hotel. Um número de produtos luxuosos foi lançado no hotel, bem como o novo Mercedes-Benz Classe S.
O hotel está reservado como o Hotel do COI dutante os Jogos Olímpicos da Juventude Singapura 2010.

## Prémios
O Ritz-Carlton Millenia Singapura ganhou o prémio "Best Accommodation Experience" da Direcção de Turismo de Singapura, o, "Melhor Hotel na Ásia" dos Negócios da Ásia, e o "Melhor Hotel de Negócios na Ásia" das Finanças da Ásia.